# Belgiens Grand Prix 1966
Belgiens Grand Prix 1966 var det andra av nio lopp ingående i formel 1-VM 1966.

## Resultat
1. John Surtees, Ferrari, 9 poäng
2. Jochen Rindt, Cooper-Maserati, 6
3. Lorenzo Bandini, Ferrari, 4
4. Jack Brabham, Brabham-Repco, 3
5. Richie Ginther, Cooper-Maserati, 2

### Förare som bröt loppet
- Guy Ligier, Ligier (Cooper-Maserati) (varv 24, för få varv)
- Dan Gurney, Eagle-Climax (23, för få varv)
- Jackie Stewart, BRM (0, olycka)
- Joakim Bonnier, Jo Bonnier (Cooper-Maserati) (0, olycka)
- Mike Spence, Reg Parnell (Lotus-BRM) (0, olycka)
- Graham Hill, BRM (0, olycka)
- Jim Clark, Lotus-Climax (0, motor)
- Bob Bondurant, Team Chamaco Collect (BRM) (0, motor)
- Denny Hulme, Brabham-Climax (0, motor)
- Jo Siffert, R R C Walker (Cooper-Maserati) (0, motor)

### Förare som ej startade
- Bruce McLaren, McLaren-Serenissima (kullager)
- Vic Wilson, Team Chamaco Collect (BRM) (bilen kördes av Bob Bondurant)
- Peter Arundell, Lotus-BRM (motor)